# Saut à la perche masculin aux Jeux olympiques d'été de 1984
Navigation
Moscou 1980 Séoul 1988
L'épreuve du saut à la perche  masculin aux Jeux olympiques de 1984 s'est déroulée les 6 et 8 août 1984 au Memorial Coliseum de Los Angeles, aux  États-Unis.  Elle est remportée par le Français Pierre Quinon.

## Résultats

### Finale
| Rang               | Atjlète          | Pays        | 5,10 | 5,20 | 5,30 | 5,40 | 5,45 | 5,50 | 5,55 | 5,60 | 5,65 | 5,70 | 5,75 | 5,80 | Marque | Note |
| ------------------ | ---------------- | ----------- | ---- | ---- | ---- | ---- | ---- | ---- | ---- | ---- | ---- | ---- | ---- | ---- | ------ | ---- |
| Médaille d'or      | Pierre Quinon    | France      |      |      |      |      | XO   | -    | -    | -    | X--  | O    | O    | XXX  | 5,75   |      |
| Médaille d'argent  | Mike Tully       | États-Unis  |      |      |      |      | O    | -    | O    | -    | XXO  | -    | -    | XXX  | 5,65   |      |
| Médaille de bronze | Thierry Vigneron | France      |      |      |      | O    | -    | -    | -    | O    | -    | XXX  |      |      | 5,60   |      |
| Médaille de bronze | Earl Bell        | États-Unis  |      |      |      | O    | -    | O    | -    | O    | -    | XXX  |      |      | 5,60   |      |
| 5                  | Kimmo Pallonen   | Finlande    |      |      | XO   | -    | XO   | -    | XXX  |      |      |      |      |      | 5,45   |      |
| 6                  | Doug Lytle       | États-Unis  |      |      |      | O    | -    | XXX  |      |      |      |      |      |      | 5,40   |      |
| 7                  | Felix Böhni      | Suisse      |      |      | O    | -    | -    | XXX  |      |      |      |      |      |      | 5,30   |      |
| 8                  | Mauro Barella    | Italie      | XXO  | -    | XXO  | XXX  |      |      |      |      |      |      |      |      | 5,30   |      |
| 9                  | Alberto Ruiz     | Espagne     |      | O    | -    | XXX  |      |      |      |      |      |      |      |      | 5,20   |      |
| 10                 | Yang Weimin      | Chine       | XO   | XXX  |      |      |      |      |      |      |      |      |      |      | 5,10   |      |
| 11                 | Jeff Gutteridge  | Royaume-Uni | XXO  | -    | XXX  |      |      |      |      |      |      |      |      |      | 5,10   |      |
| N.C.               | Tom Hintnaus     | Brésil      |      |      |      | XXX  |      |      |      |      |      |      |      |      | N.M.   |      |
| N.C.               | Serge Ferreira   | France      |      |      | XXX  |      |      |      |      |      |      |      |      |      | N.M.   |      |
| N.C.               | Tomomi Takahashi | Japon       | XXX  |      |      |      |      |      |      |      |      |      |      |      | N.M.   |      |

## Légende
Records et Performances
- AR : Record continental (area record)
- CR : Record des championnats (championship record)
- MR : Record du meeting (meet record)
- NR : Record national (national record)
- OR : Record olympique (olympic record)
- PR : Record paralympique (paralympic record)
- PB : Record personnel (personal best)
- SB : Meilleure performance personnelle de la saison (season's best)
- WL : Meilleure performance mondiale de l'année (world leader)
- WJR : Record du monde junior (world junior record)
- WR : Record du monde (world record)

Circonstances et Conditions
- DNF : N'a pas terminé (did not finish)
- DNS : N'a pas pris le départ (did not start)
- DQ : Disqualification (disqualification)
- NM : Aucun essai valable enregistré (No Mark)
- Q : Qualifié « directement » au prochain tour (ou à la prochaine compétition), lors d'une compétition majeure, grâce au classement ou à la réalisation des minima (automatic qualifier)
- q : Qualifié au prochain tour (ou à la prochaine compétition), lors d'une compétition majeure, grâce au repêchage ou à la réalisation de l'une des meilleures performances parmi celles des « non qualifiés directement » (grâce au meilleur temps ou à la meilleure distance par exemple) (secondary qualifier)